# Cristiano Malgioglio
Giuseppe Cristiano Malgioglio (Ramacca, Catania; 23 de abril de 1945) es un compositor, cantante y personalidad de televisión italiano.

## Trayectoria artística
Malgioglio obtuvo su primer contrato con un sello discográfico, Durium, gracias a los esfuerzos de Fabrizio De André. En 1974 compuso la canción de Iva Zanicchi «Ciao cara, come stai?» («Hola cariño, ¿cómo estás?»), con el que ganó el Festival de la Canción de San Remo 1974. En 1975 tuvo un gran éxito como compositor con «L'importante è finire» («Lo que importa es terminar»). En el mismo período se convirtió en colaborador del cantautor brasileño Roberto Carlos, ocupándose de las letras italianas de sus canciones y dedicándole un disco.
Malgioglio compuso canciones para, entre otros, Adriano Celentano, Rita Pavone, Amanda Lear, Raffaella Carrà, Mónica Naranjo, Dori Ghezzi, Milva, Patty Pravo, Ornella Vanoni, Giuni Russo, Marcella Bella, Sylvie Vartan, Umberto Balsamo, Fred Bongusto, Loretta Goggi o Franco Califano, entre otros. Paralelamente a su actividad como compositor, Malgioglio comenzó una carrera como cantante, caracterizada por canciones irónicas, a menudo ricas en insinuaciones sexuales. Éxitos como cantautor han sido el tema "Sbucciami" ("Pélame").  o el primer sencillo de su disco Sonhos, la canción "O maior golpe do mundo (mi sono innamorato di tuo marito)", con letra de Sabino Corrêa y Daniele Pace y música de Marcos Lago y Dino Rossi, publicado el 24 de mayo de 2017.
Después de un período en América Latina, con una gran cercanía a la canción brasileña y latina en general, del bolero a la morna caboverdiana de Cesária Évora, Malgioglio volvió a la popularidad en su país en la década de 2000 como personalidad televisiva. En 2017 y 2020 compitió en el reality televisivo Grande Fratello VIP, o en Supervivientes en 2019. En la última etapa de su carrera como cantante destaca la presentación de algunos de sus temas con vídeos coloristas y homoeróticos que pueden verse en YouTube (Mi sono innamorato di tuo marito, Notte perfetta, Danzando Danzando, Tutti me miran, Vita porno, Piensa en mí, Sucu sucu).

## Discografía
- 1977 – Scandalo
- 1978 – Maledizione io l'amo
- 1979 – Sbucciami
- 1981 – Artigli
- 1983 – Bellissime
- 1986 – Café Chantant
- 1987 – Casanova
- 1989 – Delitto e castigo
- 1991 – Amiche (dúos con versiones de Roberto Carlos)
- 1992 – Futtetenne
- 1993 - Los Chicos de Andalucía
- 1994 – En España. Escuchando a Isabel Pantoja[9]
- 1995 – Carpe diem
- 1996 – Señor Battisti
- 1997 – Matri
- 2000 – Ho dimenticato di baciare la sposa
- 2002 – La Esperanza
- 2003 - Canta Roberto Carlos (incluye los temas del disco "Amiche" más un dúo con Pablo Milanés)
- 2004 – La mia storia...in privato
- 2005 – Le donne non capiscono gli uomini
- 2006 – Boleros
- 2007 – Quando tu non mi vedi
- 2008 – Papaya
- 2009 – Je m'adore
- 2010 – Cara Mina ti scrivo...
- 2012 – Senhora Évora
- 2012 – Habana andata e ritorno
- 2014 – La bellezza
- 2015 – Iconic Fifties
- 2017 – Sonhos
- 2018 – Danzando
- 2022 – Malo